# Dascyllus do Mar Vermelho
Conhecido como dascyllus do Mar Vermelho, é uma espécie de donzela nativa do Mar Vermelho e do Golfo de Omã. Pertence ao gênero Dascyllus, a família Pomacentridae e a subfamília Chrominae.

## Ecologia

### Aparência e comportamento
É um peixe pequeno que mede entre 5.8 - 6.4 cm, gosta de se esconder em meio de ramos de corais da família Acroporidae. É um peixe pouco territorial.

### Acasalamento e reprodução
O acasalamento monogâmico é observado tanto como facultativo quanto social.
Os ovos são colocados no substrato e são protegidos pelos machos. Estudos recentes confirmaram que os alevinos não possuem hermafroditismo, diferente dos outros peixes que é normal de se acontecer.

### Alimentação
Se alimentam de algas e zooplâncton.

## Distribuição e Habitat
Habitam recifes de corais do Mar Vermelho e do Golfo de Omã, incluindo Egito.

## Uso comercial
É uma espécie comercializada para aquários marinhos domésticos.